# San Dionisio Ocotepec
San Dionisio Ocotepec är en kommunhuvudort i Mexiko.   Den ligger i kommunen San Dionisio Ocotepec och delstaten Oaxaca, i den sydöstra delen av landet, 400 km sydost om huvudstaden Mexico City. San Dionisio Ocotepec ligger 1 694 meter över havet och antalet invånare är 5 251.
Terrängen runt San Dionisio Ocotepec är kuperad. Runt San Dionisio Ocotepec är det mycket glesbefolkat, med 3 invånare per kvadratkilometer. Närmaste större samhälle är Tlacolula de Matamoros, 18,8 km nordväst om San Dionisio Ocotepec. I omgivningarna runt San Dionisio Ocotepec växer huvudsakligen savannskog.